# Alf Gullbring
Alf Gunnar Gullbring, född 25 maj 1881 i Gullholmen, död 14 oktober 1970, var en svensk lungläkare.
Alf Gullbring var son till kyrkoherden Alfred Gullbring och Ebba Flick. Han blev medicine kandidat 1906 och medicine licentiat 1911 i Uppsala. Han disputerade för medicine doktorsgrad 1913 i Stockholm.
Efter att ha varit biträdande överläkare 1913–1916 blev han överläkare och styresman på Söderby sjukhus, Stockholms stads stora tuberkulossjukhus i Salem, vilket han förblev till sin pensionering 1946. Före kemoterapin mot tuberkulos, var den så kallade kollapsbehandlingen, som syftade till att få den sjuka delen av lungan att falla samman, en viktig behandling vid lungtuberkulos. Gullbring uppnådde en stor skicklighet i den av Jacobæus införda avbränningen av sammanväxningar mellan bröstkorg och lunga, vilket möjliggjorde att lungan kunde falla samman. Under sin långa tjänstgöringstid på Söderby blev han invald som huvudman i Svenska nationalföreningen mot tuberkulos och i Konung Oscar II:s jubileumsfond.
Han var far till överläkaren Bengt Gullbring och museipedagogen Maj Odelberg.